# Reggae Gold
Reggae Gold – seria składanek z muzyką reggae, wydawana corocznie i nieprzerwanie od 1993 roku przez nowojorską wytwórnię VP Records. Za produkcję wszystkich albumów odpowiedzialny jest Chris Chin, we współpracy z Davidem "Dave Love" Sanguinettim (do roku 1998) oraz Joelem Chinem (od roku 1999). Kolejne edycje cieszą się niesłabnącą popularnością i regularnie okupują czołowe pozycje w cotygodniowych zestawieniach najlepiej sprzedających się albumów reggae, publikowanych przez magazyn muzyczny Billboard.

## Dyskografia
1. Reggae Gold 1993
2. Reggae Gold 1994
3. Reggae Gold 1995
4. Reggae Gold 1996
5. Reggae Gold 1997
6. Reggae Gold 1998
7. Reggae Gold 1999
8. Reggae Gold 2000
9. Reggae Gold 2001
10. Reggae Gold 2002
11. Reggae Gold 2003
12. Reggae Gold 2004
13. Reggae Gold 2005
14. Reggae Gold 2006
15. Reggae Gold 2007
16. Reggae Gold 2008
17. Reggae Gold 2009
18. Reggae Gold 2010
19. Reggae Gold 2011
20. Reggae Gold 2012
21. Reggae Gold 2013